# Эрен (Нор)
Эрен (фр. Hérin) — коммуна во Франции, регион О-де-Франс, департамент Нор, округ Валансьен, кантон Ольнуа-ле-Валансьен. Пригород Валансьена, расположен в 6 км к западу от центра города, в 3 км от автомагистрали А23.
Население (2017) — 4 135 человек.

## Экономика
Структура занятости населения:
- сельское хозяйство — 0,0 %
- промышленность — 2,5 %
- строительство — 6,9 %
- торговля, транспорт и сфера услуг — 44,7 %
- государственные и муниципальные службы — 45,8 %

Уровень безработицы (2017) — 16,9 % (Франция в целом — 13,4 %, департамент Нор — 17,6 %). 

Среднегодовой доход на 1 человека, евро (2017) — 18 130 (Франция в целом — 21 110, департамент Нор — 19 490).

## Демография
Динамика численности населения, чел.

## Администрация
Пост мэра Эрена с 2014 года занимает Жан-Поль Комин (Jean-Paul Comyn). На выборах 2014 года возглавляемый им левый блок одержал победу, набрав в 1-м туре 55,20 % голосов.
| Период | Период | Фамилия        | Партия                  | Примечания |
| ------ | ------ | -------------- | ----------------------- | ---------- |
| 1989   | 2001   | Мишель Бессес  | Коммунистическая партия |            |
| 2001   | 2008   | Бернар Траше   | Разные правые           |            |
| 2008   | 2010   | Мишель Бессес  | Коммунистическая партия |            |
| 2010   | 2014   | Бернар Дегро   | Коммунистическая партия |            |
| 2014   |        | Жан-Поль Комин |                         |            |